# Cabinenlift

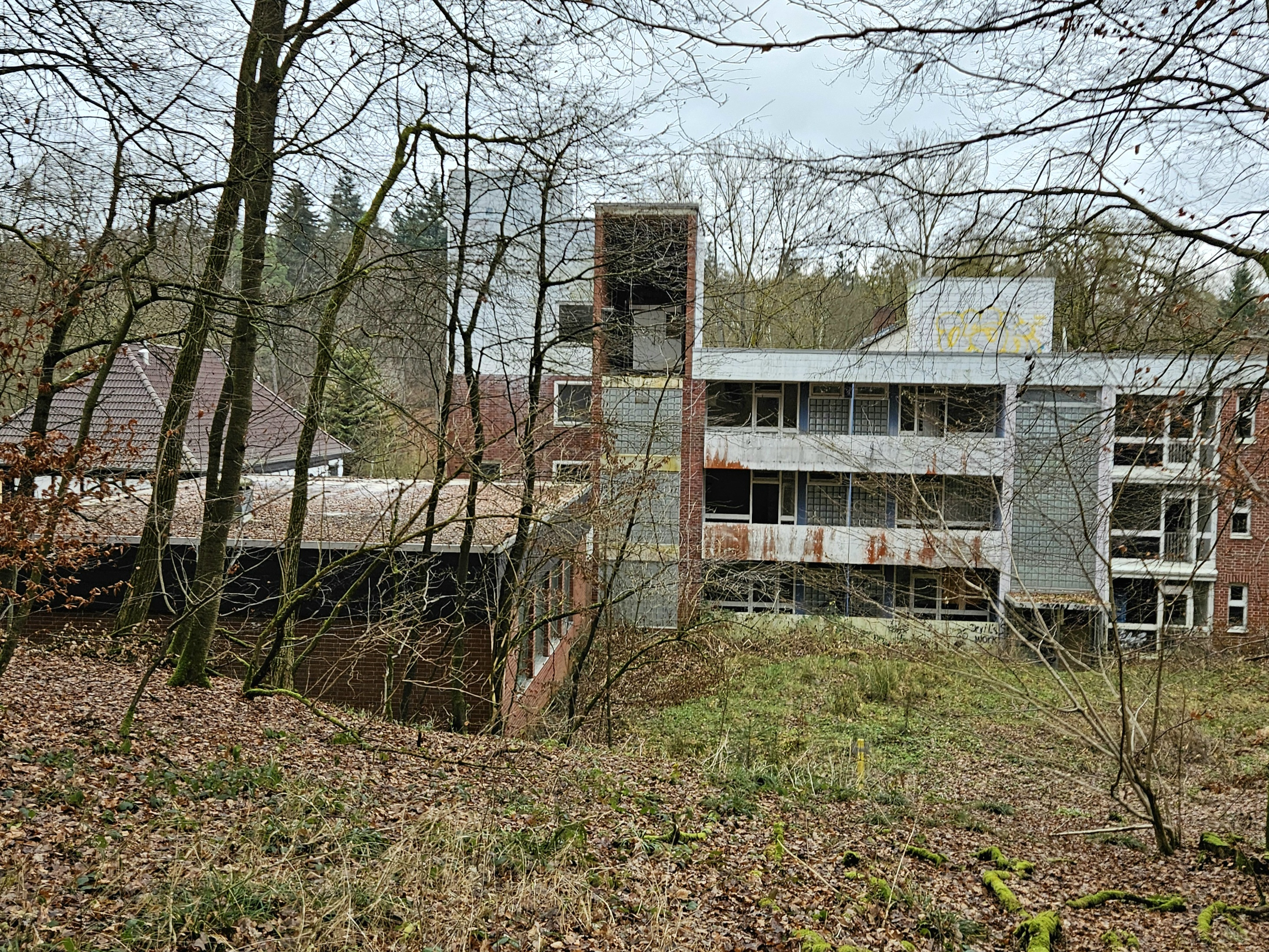
Reste des Cabinenlifts in der Station an der ehemaligen Nachsorgeklinik des Krankenhauses in Ziegenhain im Januar 2025

Der Cabinenlift war eine Einschienenhängebahn in Ziegenhain (Schwalmstadt). Der horizontale Lift verband das dortige Krankenhaus-Hauptgebäude mit einem durch einen Wald getrennten und ca. 500 Meter weit entfernt gelegenen Nebengebäude.
Baubeginn war im April 1975. Errichtet wurden zwei Stationen, neunzehn Stützen, ein Pylon und eine 569,50 Meter lange Fahrstrecke. Die feierliche Einweihung durch den Bundesminister für Forschung und Technologie, Hans Matthöfer, fand am 29. März 1976 statt. Auf der Strecke verkehrte eine Kabine ohne Zwischenstopp. Sie konnte maximal 12 Personen fassen. Auch Patienten in Krankenhausbetten wurden befördert. Die Endgeschwindigkeit lag zwischen 20 und 30 km/h, eine einfache Fahrt dauerte ca. zwei Minuten. Kurz vor Erreichen einer der beiden Stationen verlangsamte sich die Fahrgeschwindigkeit bis auf 3 km/h. Die Kabine senkte sich zum Halt automatisch auf das Niveau der Stationen ab, um ein ebenerdiges Ein- und Aussteigen zu ermöglichen.
Hersteller der Anlage waren die Unternehmen Demag und Messerschmitt-Bölkow-Blohm (MBB). Der Cabinenlift entstammte einem Entwicklungsprojekt des BMFT Anfang der 1970er Jahre unter dem Namen Cabinentaxi. Auf einer zunächst 150 Meter langen, im letzten Stadium auf 1,9 Kilometer erweiterten Teststrecke in Hagen-Vorhalle verkehrten voneinander unabhängige Kabinen, mit denen Fahrgäste individuell auf Bestellung ohne Zwischenhalt vollautomatisch an ihr Ziel gelangen sollten. 1981 wurde dieses Projekt eingestellt und die Versuchsanlage in Hagen vollständig demontiert.
Die Außerdienststellung des Cabinenlifts erfolgte 2002, Demontage und Rückbau der Strecke erstreckte sich in mehreren Abschnitten über einige Jahre. Die Station an der ehemaligen, seit Jahren leerstehenden Nachsorgeklinik inklusive eines Wagens blieb erhalten.
Weitere Umsetzungen des Cabinenlifts waren im Bremer Klinikum Mitte und im Medical Center in Boston:4-78 geplant, wurden aber nicht umgesetzt.